# Первомайская улица (Екатеринбург)
Первомайская у́лица (до 1919 года — Клубная улица) расположена в Центральном жилом районе Екатеринбурга между улицей Горького и переулком Автоматики, восточная часть улицы расположена в жилом районе Втузгородок. Протяжённость улицы с запада на восток составляет 4100 м.

## История и достопримечательности

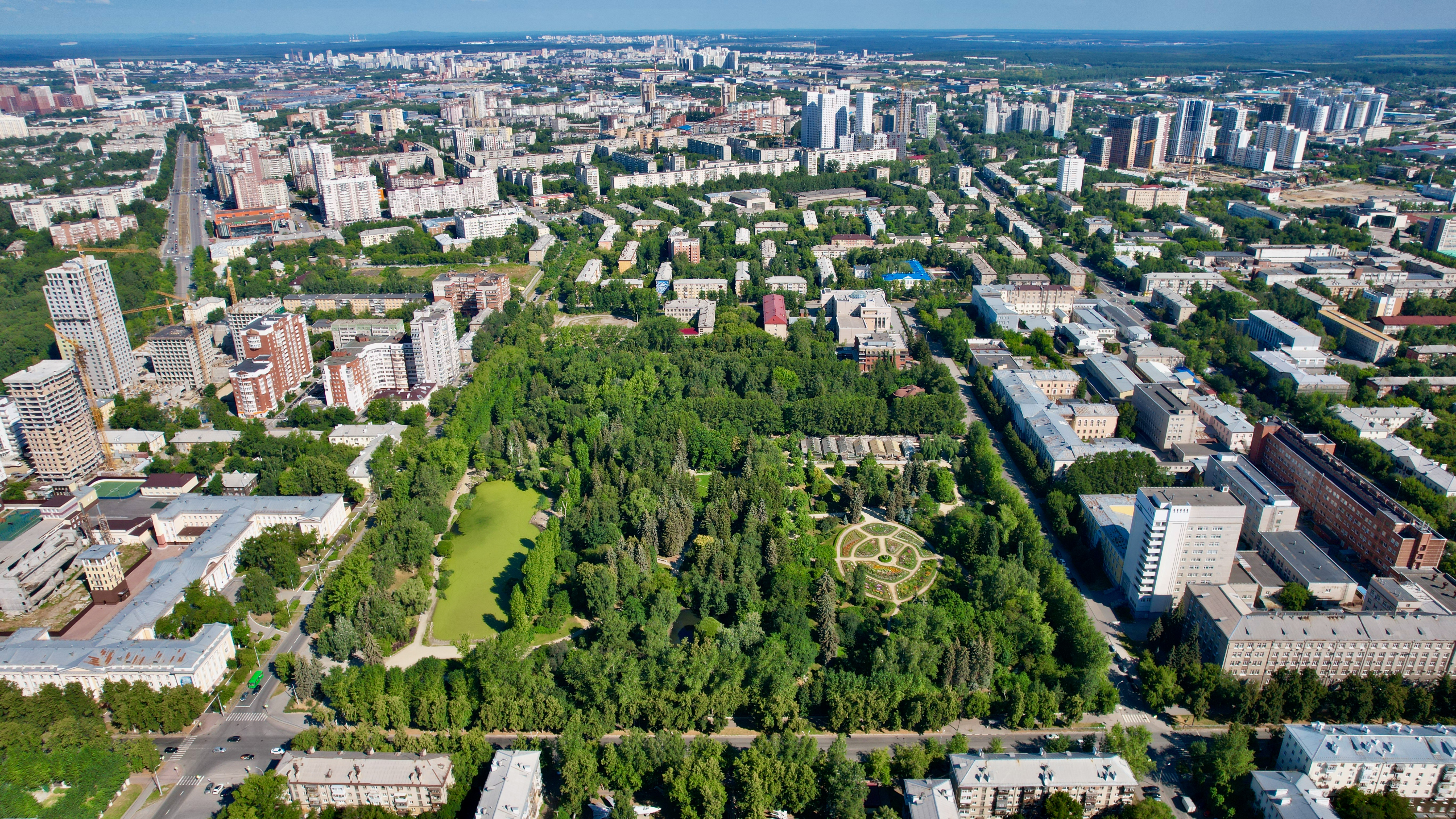
Дендрологический парк-выставка, ул. Первомайская, 87

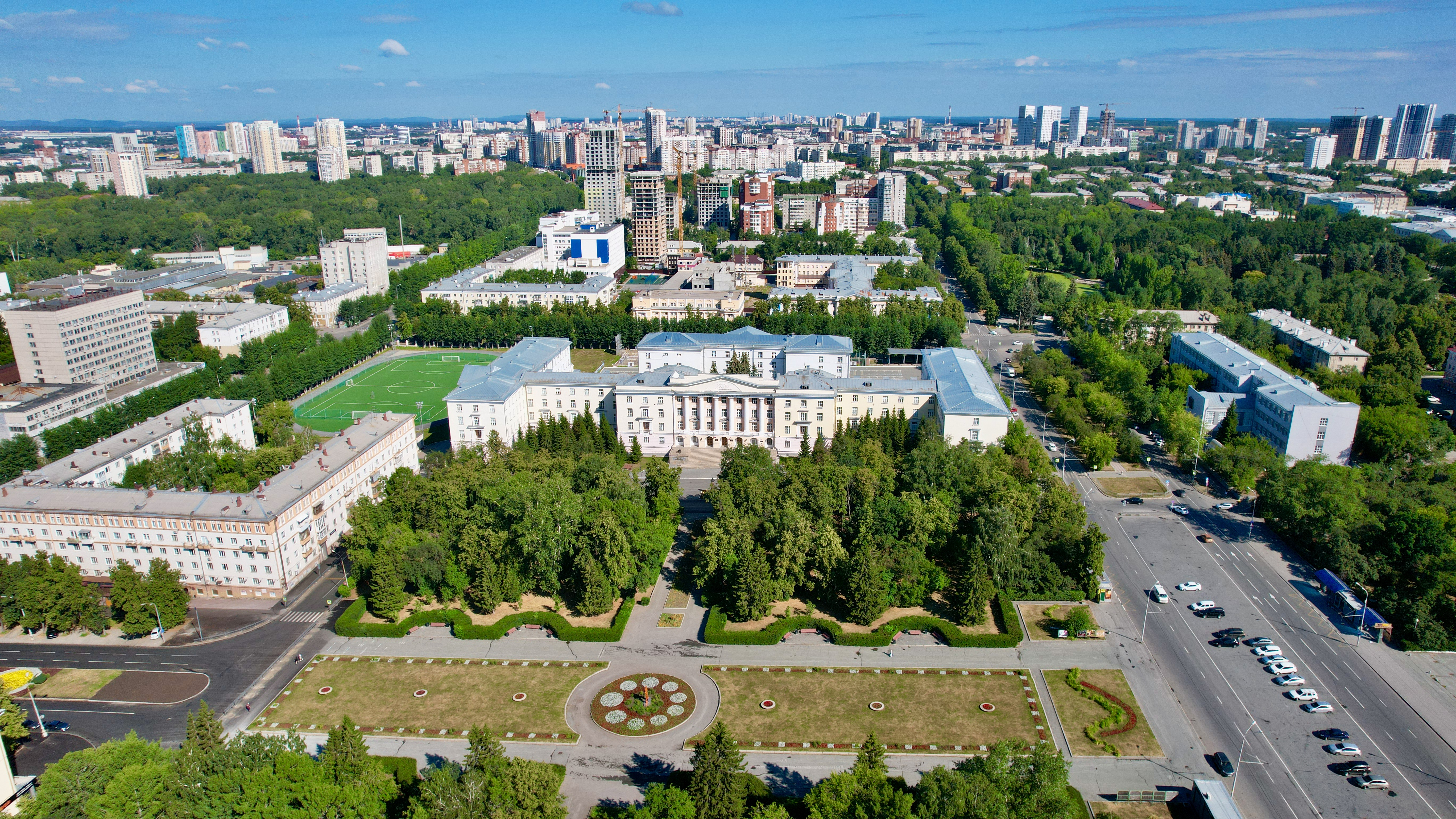
Екатеринбургское суворовское военное училище

Улица появилась в 1730-е годы в связи с застройкой пространства вдоль северной линии укреплений от северо-восточного полубастиона Екатеринбургской крепости. Вошла в Пеньковскую и Конюшенную слободы, с юга обрамляла Вознесенскую горку.
В 1845 году на улице находилось несколько каменных зданий. На углу с Большой Вознесенской улицей находился дом купцов и золотопромышленников Баландиных. Окончательно улица сформировалась во второй половине XIX века. Своё первое название улица получила в 1870-е годы, когда в доме Баландиных открылось Екатеринбургское общественное собрание и при нём начал работать клуб.
Также на улице находились Уральская золотосплавочная химическая лаборатория (угол Клубной и Тарасовской набережной), дома купца П. И. Иванова и фотографа В. Л. Метенкова (угол Клубной и бывшего Вознесенского проспекта), архитектор Ю. О. Дютель), здание концертного зала И. З. Маклецкого — А. Е. Обухова (архитектор Ю. О. Дютель) с кинематографом «Фата-Моргана», гостиницы «Урал» и «Рига», магазин «Вина и водки» Е. П. Маршина. Вблизи угла Первомайской улицы и Толмачёва до 1960-х годов располагался дом почтовой станции, в котором останавливались декабристы по дороге в Сибирь. На её месте выстроен жилой дом, на северной стене которого укреплена памятная доска.
К достопримечательностям улицы также относятся: сквер Литературного квартала, сад Вайнера (бывший Клубный), ДК строителей им. А. М. Горького, жилые застройки Городка чекистов (архитекторы И. П. Антонов, В. Ф. Соколов, А. М. Тумбасов), площадь Советской Армии, «Чёрный тюльпан», здание Окружного Дома офицеров (архитектор В. В. Емельянов) с пристроем Военно-исторического музея УрВО, здание бани (архитектор В. И. Смирнов), здание администрации Кировского района. Между улицами Гагарина и Мира расположены друг напротив друга, с северной стороны, Уральский институт Государственной противопожарной службы МЧС России, с южной стороны, Екатеринбургское суворовское военное училище.
Между улицами Мира и Софьи Ковалевской на Первомайскую улицу выходит южный участок Дендрологического парка-выставки.